# Modjo
Modjo — французский музыкальный хаус-поп-дуэт, состоящий из Ромена Траншара (продюсер) и Яна Дестаньоля (вокалист) (aka Ян Десталь, фр. Yann Destagnol, Yann Destal). Наибольший успех имел сингл «Lady (Hear Me Tonight)».

## История
Ромен Траншар родился в Париже, с семьёй переехал сначала в Мексику и Алжир, затем окончательно в Бразилию. Там он учился игре на гитаре, вдохновение черпал в классике джаза. Он играл музыку в жанре босанова, однако сменил направление и стал играть в рок-группе Seven Tracks. После нескольких выступлений в парижских клубах La Loco и Le Grand Rex группа распалась.
В это время Траншар заинтересовался хаус-музыкой и такими музыкантами, как DJ Sneak, Ian Pooley и Daft Punk. Он выпустил его первый хаус-сингл «What You’re Gonna Do Baby» на Vertigo Records в 1998 году. Позже он решил поступить в американскую школу современной музыки в Париже, французское подразделение Berklee School of Music.
Ян, тоже парижанин, учился игре на флейте и кларнете. На его музыкальные пристрастия сильно повлияли такие группы, как The Beatles, The Beach Boys, David Bowie, Aerosmith, The Police, Queen и другие популярные группы. Он также пел, играл на барабанах, пианино и гитаре.
Ян и Ромен встретились в 1998 году, плодом сотрудничества стала композиция «Lady (Hear Me Tonight)». Ещё были выпущены синглы «Chillin'», «What I Mean» и «No More Tears». После выхода последнего они стали называть себя Modjo Band.
После «No More Tears» Ян и Ромен начали сольные карьеры. Ромен Траншар делал ремиксы для таких исполнителей, как Res («Golden Boys»), Shaggy («Sexy Lady»), Милен Фармер («California»). Ян Десталь выпустил альбом The Great Blue Scar, записанный в манере группы Queen и имевший некоторый успех во Франции.

## Дискография

### Альбомы
- 2001 — Modjo

### Синглы
- 2000 — «Lady (Hear Me Tonight)»
- 2000 — «Chillin'»
- 2001 — «What I Mean»
- 2001 — «No More Tears»
- 2002 — «On Fire»